# Calado (motor)
El calado es la acción del paro repentino o de la reducción de ritmo en el giro de un motor de combustión interna de forma accidental.
Se aplica normalmente al fenómeno por el que un motor cesa abruptamente de funcionar y deja de girar. Puede ser debido a que el motor no consigue suficiente aire o combustible, por un fallo en el suministro eléctrico a las bujías, un fallo mecánico o el aumento desproporcionado en la carga del motor.
En los motores eléctricos se refiere al paro repentino del motor por alguna razón de origen eléctrico o mecánico. 
La inyección electrónica y la ECU han reducido enormemente el calado en los motores modernos.